# Witoog-strandvlo
De witoog-strandvlo (Pseudorchestoidea brito) is een vlokreeftensoort uit de familie van de Talitridae. De wetenschappelijke naam van de soort is voor het eerst geldig gepubliceerd in 1891 door Stebbing.